# Mangrovoví krabi

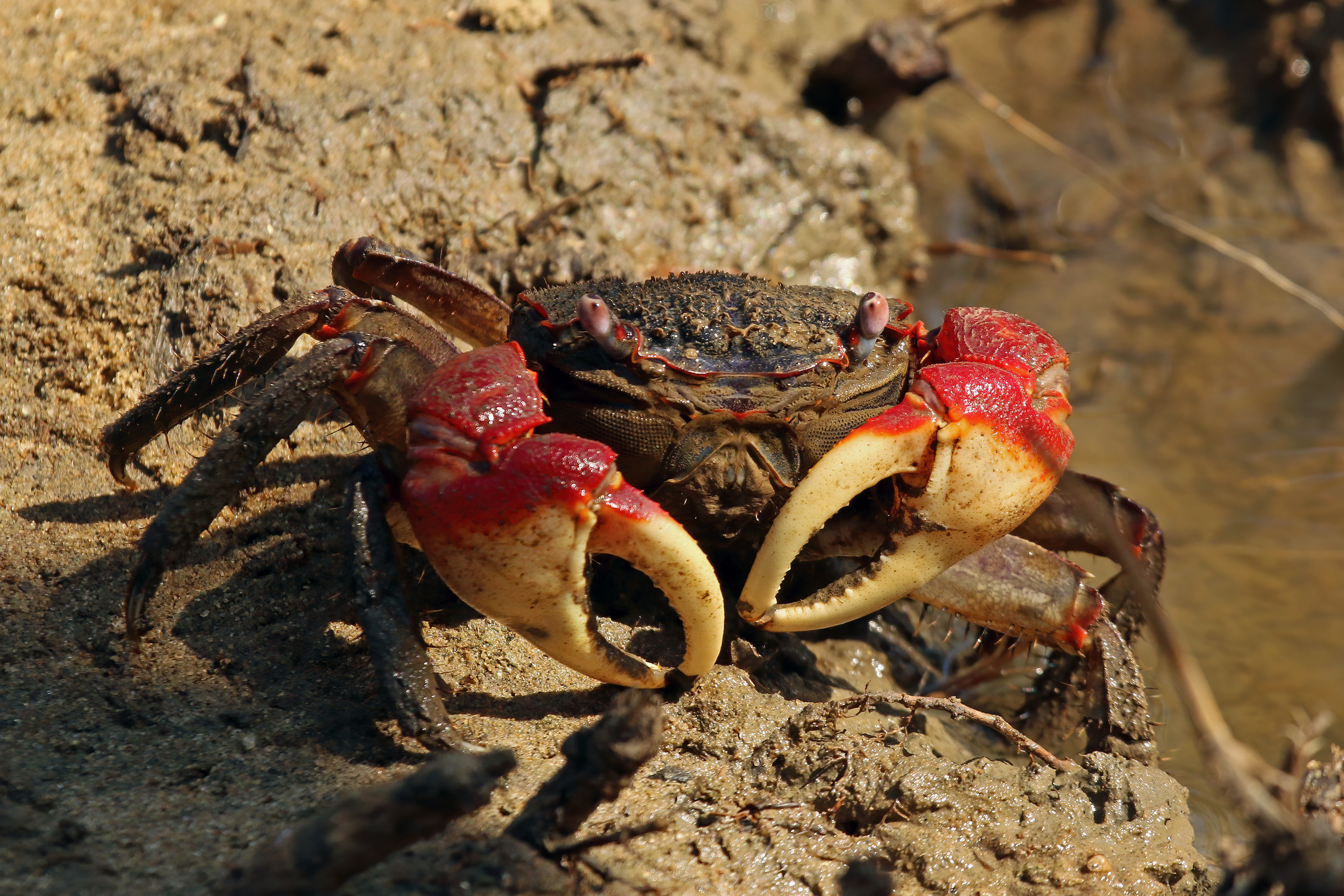
Červený mangrovový krab (Neosarmatium meinerti)

Mangrovoví krabi je souhrnné označení pro kraby patřící do více různých čeledí, kteří žijí mezi pobřežními stromy a keři, takzvanými mangrovy. Výzkumy ukázaly, že jsou ekologicky významní v mnoha ohledech.

## Biologie
Živí se rostlinnou potravou. Hospodaří v lese tak, že zahrabávají a též konzumují vrstvu listí a jiného rostlinného odpadu. Jsou-li ohroženi přílivem nebo predátory, mohou některé druhy (např. krab poustevník a Aratus) šplhat po stromech, aby se zachránili. Jsou jedinými korýši, kteří umějí takto šplhat. Kromě toho mohou jejich výkaly tvořit základ koprofágního potravinového řetězce, přispívajícího k sekundární produkci mangrovů.

## Popis

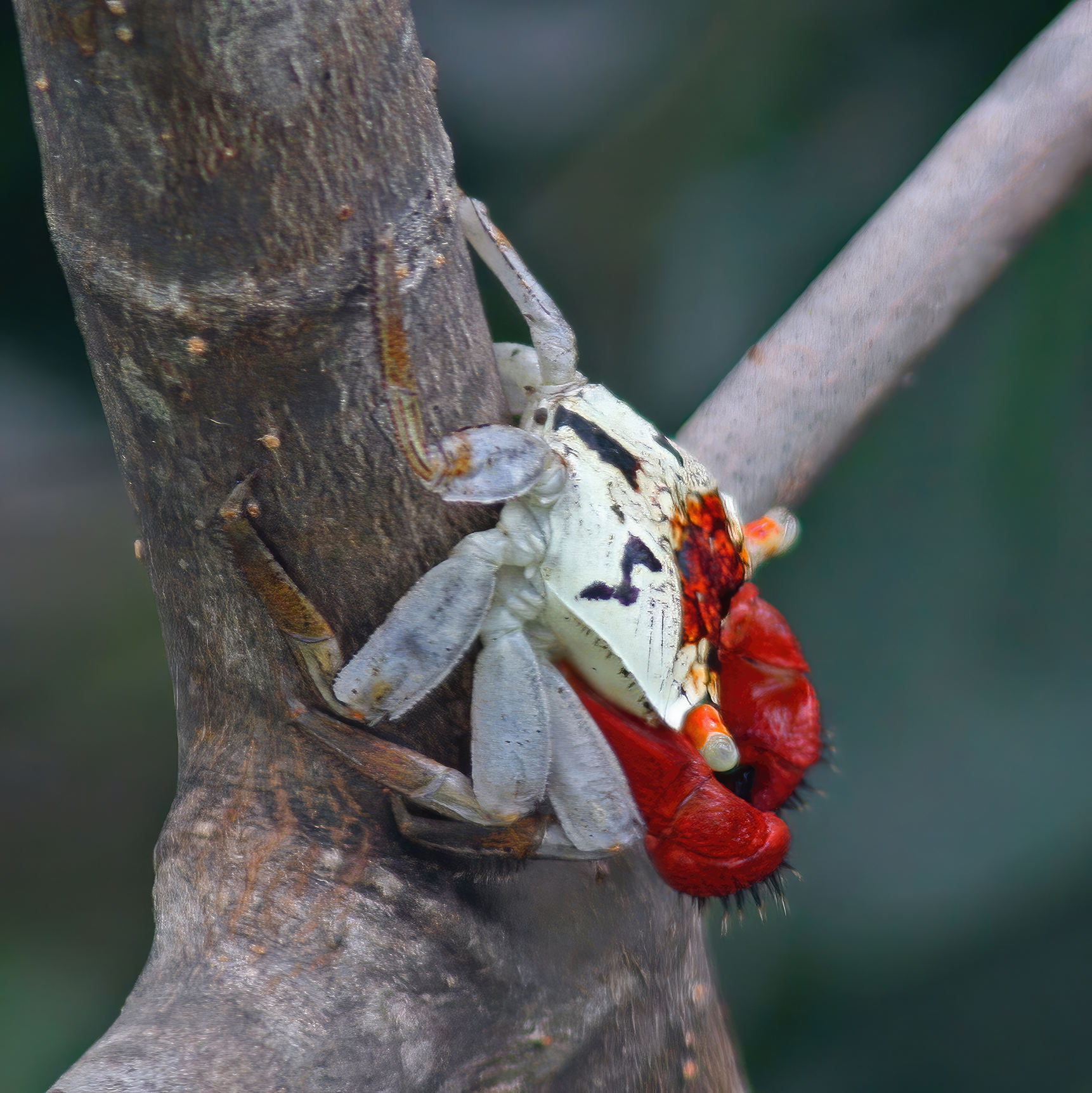
Orithyia sinica, tygří krab, Kostarika.

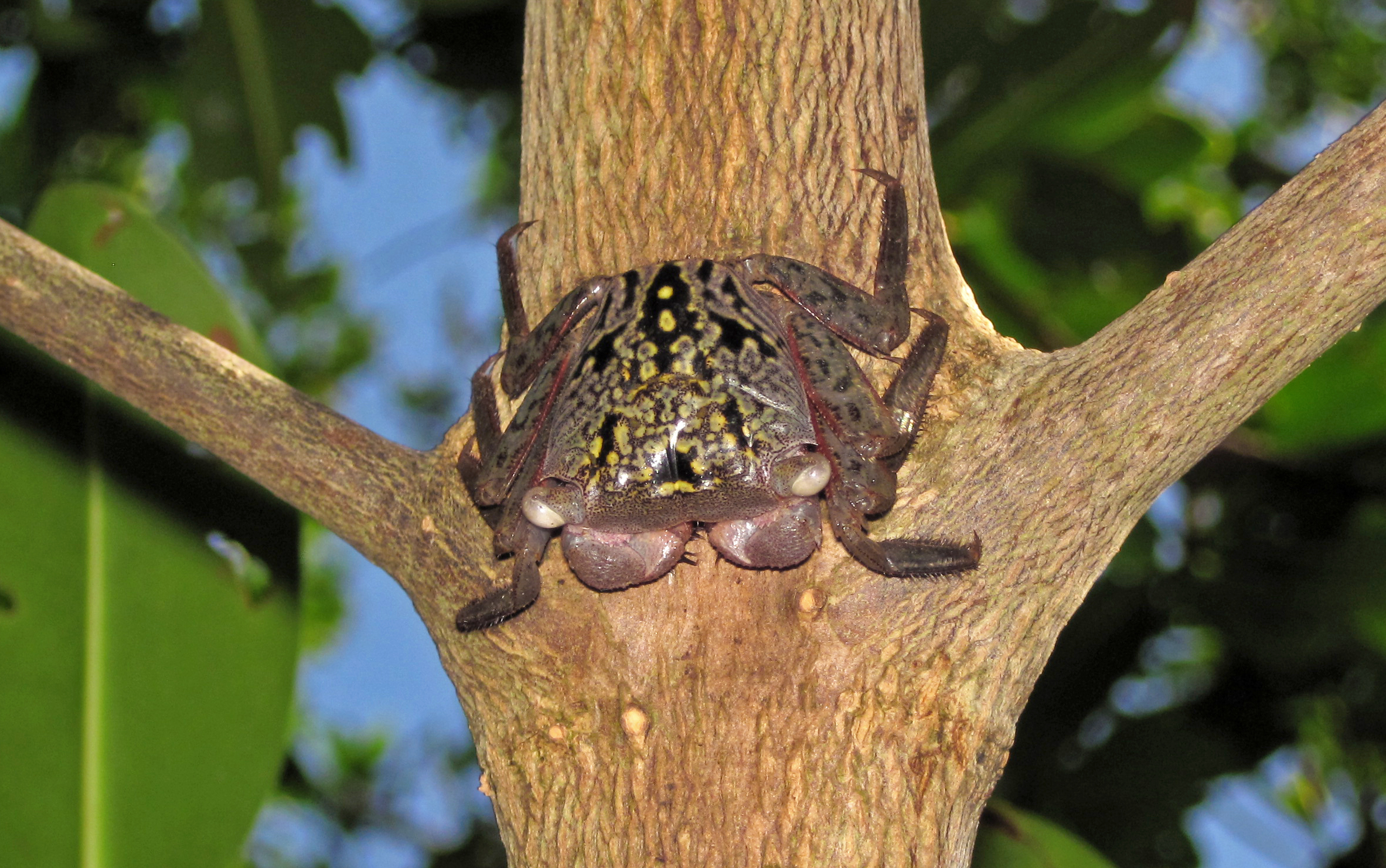
Krab Aratus pisonii (ostrov Sanibel, Florida)

Tito krabi mají zakřivenou oválnou skořápku neboli krunýř, který má mírně vejčitý tvar. Mohou mít různou barvu - od modré až po žlutou. Mají 8 narůžovělých nohou a dvě dlouhá klepeta. Rostou tak, že po určité době odhazují krunýř a vyrůstají větší. Některé druhy mangrovových krabů dorůstají až do velikosti 21 cm, jiné, např. Aratus pisonii jen kolem 2 cm. Dožívají se až 10 let. V pobřežním bahně si stavějí nory. Jejich nory mění topografii a pomáhají provzdušňovat sediment. V období rozmnožování samice vypouští larvy, které jsou hlavním zdrojem potravy pro mladé ryby. Larvy rostou ve vodách mimo pobřeží a do pobřežních vod se vracejí po pěti až osmi týdnech od vylíhnutí. To je důležité pro rybolov na pobřeží.
Dospělí krabi jsou potravou pro některé ptáky, jako je pobřežník černobílý.
Odstranění krabů z oblasti způsobí významné zvýšení koncentrací sulfidů a amonia, což má zase vliv na produktivitu a reprodukční výkon vegetace. To podporuje hypotézu, že mangrovoví krabi jsou klíčovým druhem v ekosystému.

## Výskyt
Žijí v moři i na souši. Vyskytují se v mangrovových porostech na pobřeží Atlantiku od pobřeží Floridy až po Brazílii. Jiné druhy žijí v Indickém a Tichém oceánu - viz druhy krabů. Loví se kvůli jemnému a dietnímu masu. Největší úlovky krabů uvádí Čína a Indonésie. Lov krabů se od r. 2012 do 2017 zvýšil o 50 %.

## Druhy mangrovových krabů
- Aratus pisonii[3], Amerika
- Haberma, rod malých mangrovových krabů, Indo-Pacifik, včetně:
  - Haberma tingkok[4], Hongkong
- Metopograpsus messor[5], Indo-Pacifik
- Metopograpsus thukuhar[6], Indo-Pacifik
- Neosarmatium meinerti[7], Indo-Pacifik
- Neosarmatium smithi,[8] Indo-Pacifik
- Parasesarma leptosoma[9], západní část Indického oceánu
- Perisesarma,[10] rod s 23 druhy, převážně indicko-tichomořskými, se dvěma západoafrickými druhy, včetně:
  - Perisesarma bidens[11], Indo-Pacifik
  - Perisesarma guttatum[12], západní část Indického oceánu
- Scylla serrata[13], Indo-Pacifik
- Scylla tranquebarica[14], Indo-Pacifik
- Sesarma[15], rod s téměř 20 druhy, z nichž mnohé žijí v mangrovových porostech, v Americe, v indicko-pacifické oblasti
- Ucides cordatus[16], západní Atlantský oceán